# Жаклин Андере
Жаклин Андере (на испански: Jacqueline Andere) е водеща мексиканска актриса, майка на актрисата Шантал Андере.

## Биография
Мария Есперанса Жаклин Андере Агилар е родена на 20 август 1938 г. в Таримбаро, щата Мичоакан, Мексико. Кариерата си на актриса започва в края на 1950-те години. През 1967 г. се омъжва за режисьора, сценарист и драматург Хосе Мария Фернандес Унсайн. Бракът им продължава до 1997 г., когато той умира. От брака си имат дъщеря – Шантал Андере, също актриса. Един от първите филми на Жаклин е Ангелът унищожител от 1962 г. на режисьора Луис Бунюел.

## Филмография

### Теленовели
- Проклятието (2023 – 2024) .... Нурия вдовица де Алмасан
- Мексиканката и блондинът (2020 – 2021) .... Брунилда / Матилде Рохас
- Да обичам без закон (2018) .... Вирхиния
- Амазонките (2016) .... Бернарда Кастро вдовица де Мендоса
- Свободен да те обичам (2013) .... Амелия Ласкурайн вдовица де Сотомайор
- Желязната дама (2010) .... Леонор де Монтесинос
- Любов без грим (2007) .... Диана
- Перегрина (2005 – 2006) .... Виктория Кастийо де Алкосер
- Мащехата (2005).... Алба Сан Роман
- Другата (2002).... Бернарда Саенс вдовица де Гилен
- Моята съдба си ти (2000).... Нурия дел Енсино де Риваденейра
- Серафим (1999).... Алма де ла Лус
- Анхела (1998 – 1999).... Емилия Сантияна Ролдан
- Разногласие (1997 – 1998) .... Себе си
- Mi querida Isabel (1996 – 1997).... Клара Рикелме вдовица де Маркес
- Алондра (1995).... Вероника Реал де Диас
- Полетът на орела (1994 – 1995).... Кармен Ромеро Рубио и Кастейо де Диас
- Ángeles blancos (1990 – 1991).... Росио Диас де Леон
- Нова зора (1988).... Лаура Тревиньо
- Проклятието (1983).... Беатрис де Мартино
- Quiéreme siempre (1981).... Ана Мария
- Sandra y Paulina (1980) .... Сандра Антонели / Паулина
- Pecado de amor (1978) .... Паула Отеро / Шантал Луке
- Mañana será otro día (1976) .... Мариана
- Barata de primavera (1975) .... Летисия Рейес
- Пристигнала е натрапница (1974-1975) .... Алисия Бернал
- Cartas sin destino (1973) .... Росина
- Encrucijada (1970) .... Уенди
- En busca del paraíso (1968)
- Leyendas de México (1968)
- Dicha robada (1967).... Офелия
- Amor en el desierto (1967).... Адриана
- Engáñame (1967)
- Диво сърце (1966).... Айме Молнар Д'Аутремонт
- El derecho de nacer (1966).... Исабел Кристина
- La dueña (1966).... Анхела
- El abismo (1965)
- Alma de mi alma (1965).... Алма
- Nuestro barrio (1965).... Лаура
- La vecindad (1964).... Йоланда
- Gabriela (1964).... Сара
- Siempre tuya (1964).... Кати
- Agonía de amor (1963)
- Cita con la muerte (1963)
- Eugenia (1963)
- Grandes ilusiones (1963)
- El caminante (1962)
- Encadenada (1962) .... Лаура
- Janina (1962)
- Sor Juana Inés de la Cruz (1962)
- Las momias de Guanajuato.... Вариос (1962)
- Лъвицата (1961) .... Мария
- Conflicto (1961)
- Vida por vida (1960)

### Кино
- Siete años de matrimonio (2013) .... Адриана
- Héroes verdaderos (2010) .... Хосефа Ортис де Домингес (глас)
- La señorita (1994)
- Una adorable familia (1987)
- El cabezota (1982)
- Picardía mexicana (1978)
- La casa del pelícano (1978) .... Маргарита Рамирес
- Los japoneses no esperan (1978) .... Хулия
- Cristo te ama (1975)
- Simón Blanco (1975) .... Наталия
- Con amor de muerte (1974)
- Crónica de un amor (1974) .... Маргарита
- El juego de la guitarra (1973)
- Separación matrimonial (1973) .... Клара
- La gatita (1972)
- Los enamorados (1972)
- Hoy he soñado con Dios (1972) .... Берта
- Intimidades de una secretaria (1971)
- Yesenia (1971) .... Йесения
- En esta cama nadie duerme (1971)
- Vuelo 701 (1971) .... Лидия
- Nido de fieras (1971)
- Las puertas del paraíso (1970)
- La noche violenta (1970)
- Fallaste corazón (1970)
- Quinto patio (1970)
- Las chicas malas del padre Méndez (1970) .... Монха
- El oficio más antiguo del mundo (1970) .... Грасиела
- Tres noches de locura (1970) .... Ана
- Las bestias jóvenes (1970)
- Los problemas de mamá (1970) .... Роса
- Trampas de amor (1969) .... Модеста
- El día de las madres (1969)
- Almohada para tres (1969)
- El zángano (1968)
- Un largo viaje hacia la muerte (1968)
- Rocambole contra las mujeres arpías (1967)
- Amor amor amor (1965)
- El juicio de Arcadio (1965)
- Lola de mi vida (1965)
- Un día de diciembre (1962)
- Ангелът унищожител (1962) .... Алисия де Рок
- El vestido de novia (1959) .... Нели

### Театър
- La fierecilla tomada (2014/2015)
- Entre mujeres (2009)
- Carlota emperatriz (2007/2008)
- El amor no tiene edad (2000/2002)
- Un tranvía llamado Deseo (1983)
- Corona de sombra (1977)
- La vidente (1964)

## Награди и номинации
Награди TVyNovelas (Мексико)
| Година | Категория                            | Теленовела       | Резултат   |
| ------ | ------------------------------------ | ---------------- | ---------- |
| 2011   | Най-добра актриса в отрицателна роля | Желязната дама   | Номинирана |
| 2006   | Най-добра актриса в отрицателна роля | Мащехата         | Номинирана |
| 2003   | Най-добра актриса в отрицателна роля | Другата          | Номинирана |
| 2003   | Най-добра първа актриса              | Другата          | Печели     |
| 1995   | Най-добра първа актриса              | Полетът на орела | Печели     |
| 1991   | Най-добра актриса в главна роля      | Ángeles blancos  | Номинирана |
| 1989   | Най-добра първа актриса              | Нова зора        | Печели     |
| 1984   | Най-добра актриса в главна роля      | Проклятието      | Номинирана |

- „Цялостно творчество“ (1997).
- „Живот в теленовела“ (2013).

Награди El Heraldo de México
| Година | Категория                            | Теленовела | Резултат |
| ------ | ------------------------------------ | ---------- | -------- |
| 2003   | Най-добра актриса в отрицателна роля | Другата    | Печели   |

Награди INTE
| Година | Категория                 | Теленовела | Резултат   |
| ------ | ------------------------- | ---------- | ---------- |
| 2003   | Актриса в поддържаща роля | Другата    | Номинирана |

Награди Palmas de Oro (2003)
| Категория                            | Теленовела | Резултат |
| ------------------------------------ | ---------- | -------- |
| Най-добра актриса в отрицателна роля | Другата    | Печели   |

Награди ACE
| Година | Категория         | Теленовела | Резултат |
| ------ | ----------------- | ---------- | -------- |
| 2006   | Най-добра актриса | Мащехата   | Печели   |

Награди Agrupación de Periodistas Teatrales
| Година | Категория                                                        | Постановка    | Резултат |
| ------ | ---------------------------------------------------------------- | ------------- | -------- |
| 2010   | Награда Мария Виктория в категория „Най-добра актриса в комедия“ | Entre mujeres | Печели   |

Награди Diosa de plata
| Година | Категория                           | Филм               | Резултат |
| ------ | ----------------------------------- | ------------------ | -------- |
| 1995   | Най-добра актриса                   | La señorita        | Печели   |
| 1970   | Най-добра актриса                   | Trampas de amor    | Печели   |
| 1967   | Най-добро поддържащо женско участие | Ангелът унищожител | Печели   |